# Brumăriță caucaziană
Brumărița caucaziană (Prunella ocularis) este o pasăre mică din ordinul paseriformelor, familia Prunellidae. Se găsește în părțile muntoase din Yemen și în nordul Asiei de Sud-Vest. Habitatul său natural este pășunile temperate.

## Taxonomie
Brumărița caucaziană a fost descrisă de naturalistul german Gustav Radde în 1884 pe baza unui exemplar din Munții Talysh, lângă granița dintre Azerbaidjan și Iran. El a inventat numele binomial Accentor ocularis. Acum este plasat în genul Prunella care a fost introdus de ornitologul francez Louis Vieillot în 1816. Specia este monotipică.

## Galerie

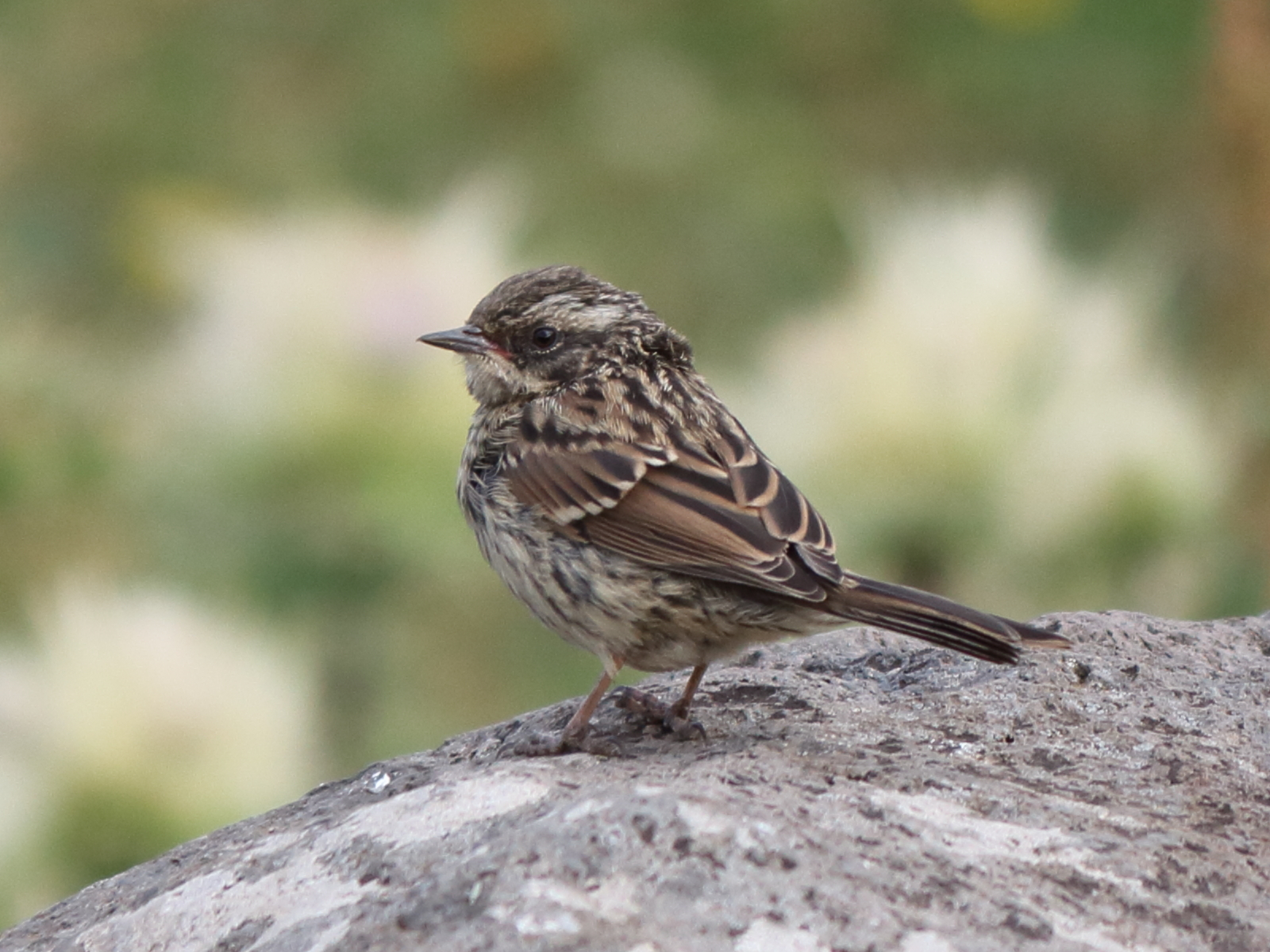
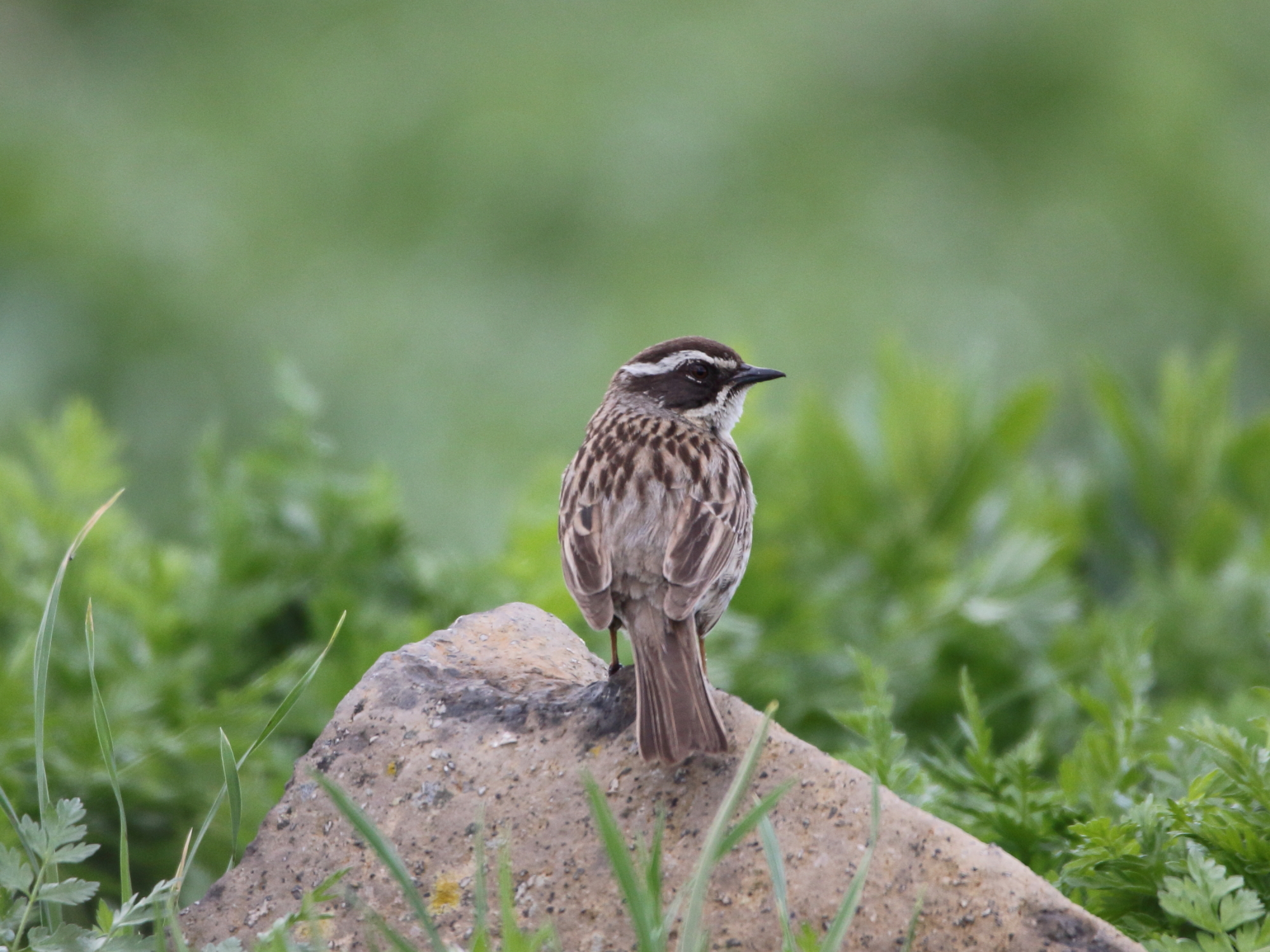
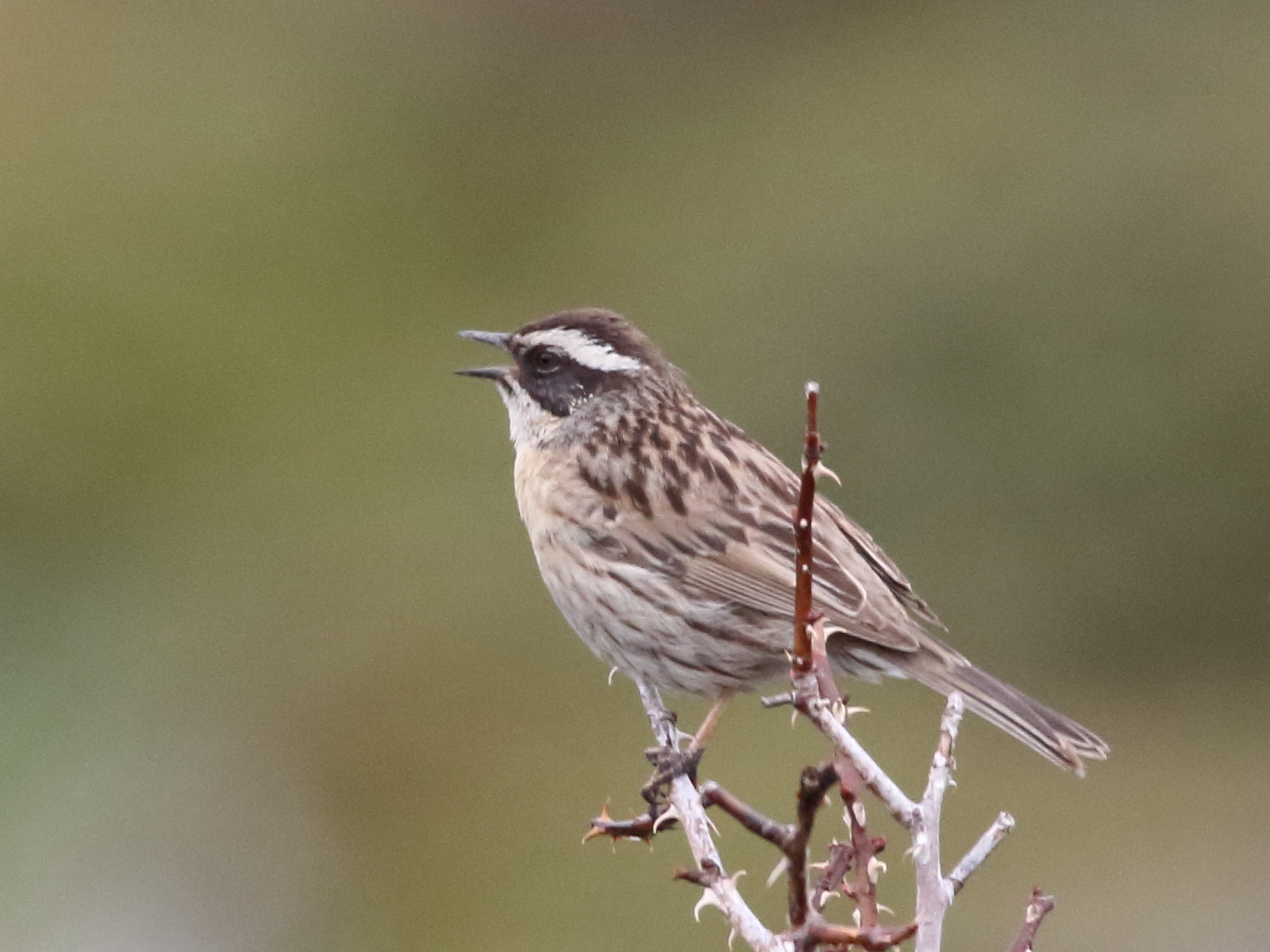